# Bursa rhodostoma
Bursa rhodostoma is een slakkensoort uit de familie van de Bursidae. De wetenschappelijke naam van de soort is voor het eerst geldig gepubliceerd in 1835 door Sowerby II.